# Stugna-P

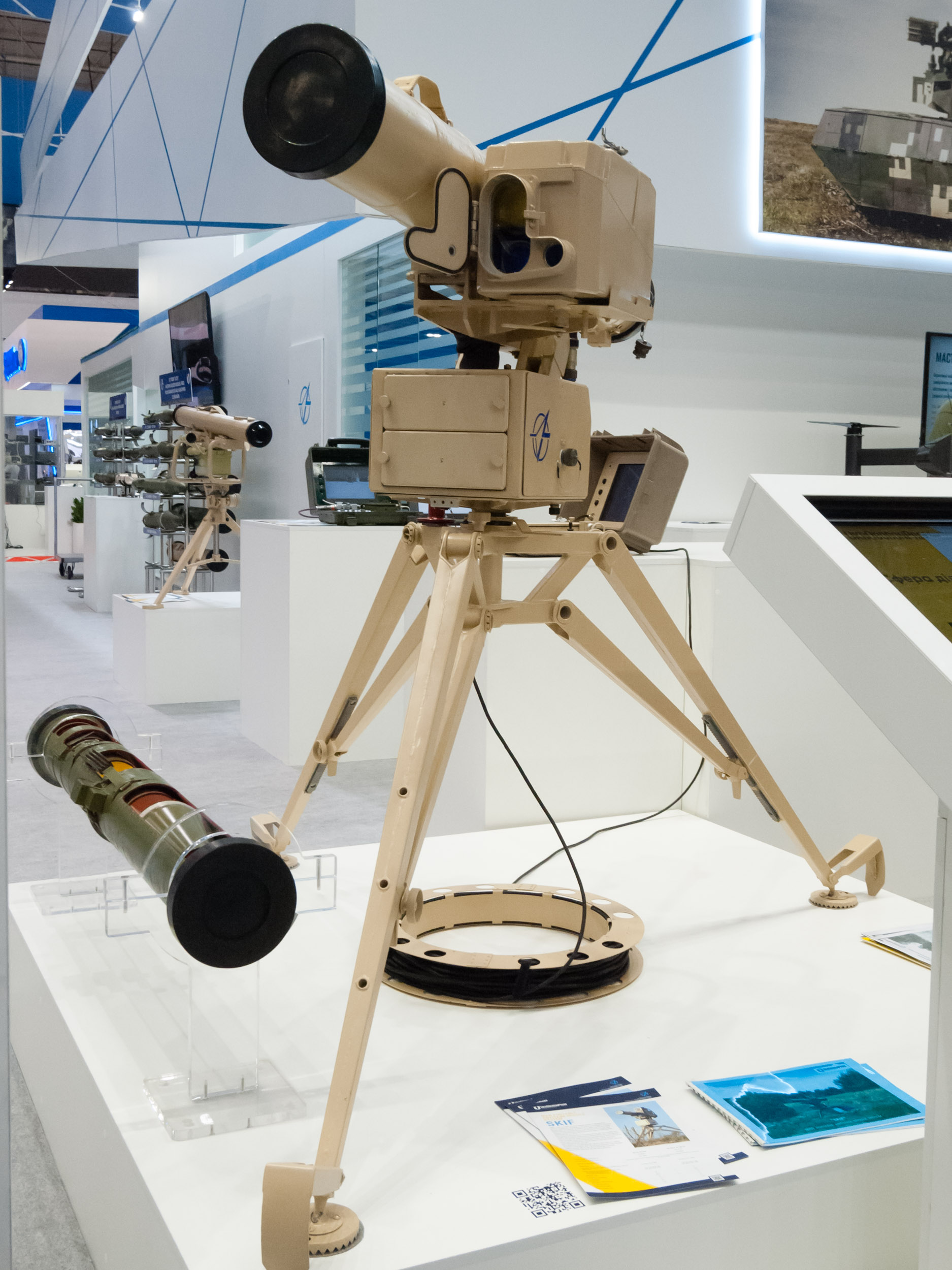
Stugna-P

Stugna-P, Skif (wersja eksportowa) – ukraiński przeciwpancerny pocisk kierowany, produkowany przez kijowskie biuro konstrukcyjne Łucz.
Został opracowany w połowie 2000 przez Biuro Projektowe Łucz w Kijowie, a w 2011 wdrożony do ukraińskich sił zbrojnych jako Stugna-P. W 2019 około 50 wyrzutni zostało dostarczonych do ukraińskiej armii, były potem eksportowane przez Ukroboronprom pod nazwą Skif. Podczas rosyjskiej inwazji w 2022, Skif był powszechnie używany przez ukraińską armię i zniszczył wiele rosyjskich czołgów i pojazdów opancerzonych.
Skif jest zdolny do trafiania celów w odległości od 100 metrów i ma zasięg do 5000 metrów, z ograniczonym zasięgiem do 3000 metrów w nocy. Są dostępne dwa rodzaje pocisków: 130mm RK-2S (tandem HEAT) i 152mm RK-2M-K (tandem HEAT). Skif jest znany z prostoty swojego projektu, z jednostką wyrzutni zamocowaną na małym składanym trójnogu i jednostką kierowania wizyjnego ważącą 15 kilogramów. Skif ma oddzielną tablicę sterowania w walizce, umożliwiającą żołnierzowi rozmieszczenie systemu i komendowanie nim z odległości do 50 metrów. Panel sterowania PDU-215 to laptop z panelem sterowania, w tym małym joystickiem i ekranem płaskim do pomocy w kierowaniu pociskiem. Skif ma dwa tryby strzału: kierowanie ręczne i opcję „fire-and-forget” (odpal i zapomnij) dla zasadzek.
Przeciwpancerne pociski Skif zostały wyeksportowane do krajów takich jak Arabia Saudyjska i Turcja, a w 2020 w Turcji powstała spółka zajmująca się wspólną produkcją. Podczas rosyjskiej inwazji na Ukrainie, Skif okazał się wysoce sprawną bronią, zdolną do łatwego zniszczenia najnowszych i najlepiej zabezpieczonych rosyjskich czołgów.